# Живка Драгнева
Живка Драгнева е първата жена лектор в Софийския университет, преводачка от немски, френски и английски език, филоложка със значим принос за българо-германските културни връзки и запознаване на немската публика с произведения от българската литература, даровита публицистка и редакторка, която спомага за налагането на модерни форми на издателска дейност, учредителка на Дружеството на българките с висше образование (ДБВО), видна общественичка с категорични позиции по въпросите за мира и женската еманципация.

## Биография
Родена е през октомври 1885 г. в град Лясковец. Родителите ѝ възпитават нея и двете ѝ сестри във възрожденски дух на труд, пестеливост, скромност и родолюбие. Семейството ѝ се премества да живее в София, което дава възможност на Живка Драгнева да учи в първата девическа гимназия в България. Своето образование тя продължава в Цюрих, където записва немска, френска филология и психология.

## Професионален път
След завръщането си в България работи като преподавател по немски език в елитните девически гимназии: Втора (1909 – 1910; 1912 – 1916); Трета (1910 – 1912 г.) и Първа (1916 – 1923). Драгнева редактира учебни спомагателни материали, специализира през ваканциите в Германия, Швейцария, Австрия. През 1922 г. защитава в Цюрих дисертация върху съчиненията на Майстер Екхарт, монах домениканец от XIV в., чийто начин на изразяване е считан за изключително сложен, а трудът на Драгнева е от първите проучвания на негови творби.
През 1914 г. е избрана за редактор на в. „Женски глас“, орган на Български женски съюз (БЖС) и заема тази длъжност до 1921 г. Тя отговаря за рубриките Външен отдел и Международни връзки, в които дава информация за актуални събития на женското движение.
1923 г. е избрана за лектор по немски език в Софийския университет и дълги години е единствената жена в Катедрата по германистика. Отварянето на Историко-филологически факултет за жени след Първата световна война мотивира Живка Драгнева да се занимае отблизо с историята на жените в науката и да посвети много свои статии по темата.
През 30-те години Драгнева работи за в. „La Bulgare“, орган на Министерството на външните работи на френски език.
След пенсионирането ѝ от Софийският Университет през 1936 г. се занимава главно с превод за да издържа себе си, своята майка и двете си неомъжени сестри.
Същата година излиза сборникът „Neue bulgarische Erzghler“, с преведени от Живка Драгнева произведения от български автори на Й. Йовков, К. Константинов, Ф. Попова-Мутафова, А. Каралийчев, Елин Пелин, Д. Шишманов, К. Христов, Вл. Полянов, Св. Минков.
В поредицата „Мозайка знаменити съвременни романи“ на издателство „Юрукови“ тя публикува „Блажено време на невинността“ на Е. Хуартън (1927), „През реката“ на Дж. Голзуърди (1935), а в „Перли на световната литература“ – „Обратния път“ на Ерих Мария Ремарк (1931), съвместно с Гора Иванова.
През 1936 г. Славчо Атанасов предлага на Живка Драгнева да работи за издателство „Златни зърна“. Заедно с други преводачи като Ат. Далчев, К. Константинов, А. Разцветников, Р. Стоянов, Ив. Дуйчев, Д. Габе, Н. Розева и др. образуват интелектуален кръг с важен принос за културния живот на България. Огромен е приносът на Драгнева като преводач за събуждане на читателския интерес към произведения от автори като Дж. Голзуърди „Над всичко“ (1936), „Светецът“ (1938) и „Сребърната лъжица“ (1939). Следват творбите на Ръдиард Киплинг с психологическия си роман „Светлината гасне“ и „Гневът на мравките“ на Джон Стайнбек. Майсторството на преводачката си проличава в интерпретация на биографии и мемоари, като „Ариел, или Животът на Шели“ от Андре Мороа (1937, 1940), на „Безсмъртни мисли на Шопенхауер“ (1940) и на „Светът от вчера“ от Стефан Цвайг (1944), станали особено популярни заради нейните отлични преводи.
Друго специално внимание Живка Драгнева отделя на темата за съдбата на съвременната жена. Следват известните белетристики на Рикарда Хук – „Последно лято“, 1938; Уила Кейдър – „Смъртен враг“, 1938; Пърл Бък – „Благодатната земя“, 1939; „Китайски разкази“, 1940; на писателите Ханс фон Хофенстал – „Елена Лаазен“, 1939 и Карл фон Мехов – „Ранно лято“, 1942; преводът на „Мария Кюри“ – биография от нейната дъщеря Ева (1939).
Драгнева работи в издателство „Златни зърна“ до национализацията му през 1948 г. Впоследствие е наложена е забрана на някои нейни преводи от български на немски – „Boris III“ от Ненчо Илиев и на чужди автори, напр. Андре Мороа, обявени за „фашистки“ и „империалистически“.

## Обществена дейност
Живка Драгнева е ангажирана от своите съмишленички Екатерина Каравелова и Лидия Шишманова с участие в българската секция на Международната лига за мир и свобода от 1921 г.
Още като учителка тя се свързва с Младежкия червен кръст (1921), основан с цел подобряване на общественото здраве и предпазване от болести. Редактира едноименното детско списание (1928 – 1929 г.), като осигурява преводи от френски, немски и английски, ползвайки образци от Европа, САЩ и Нова Зеландия. За да бъде разнообразна и занимателна за децата използва снимки, рисунки и ученическо творчество, както и приказките на Ангел Каралийчев, разкази и пиеси от В. Бояджиева, Дора Гаве и В. Кепова; стихове на Иван Вазов, Константин Величков, П. П. Славейков, текстове на Елин Пелин.
През май 1924 заедно с Екатерина Златоустова учредяват Дружеството на българките с висше образование (ДБВО) – първата организация на женския интелектуален елит, поделение на Международната федерация на университетските жени. До 1932 г. тя е настоятелка и Заместник-председател на дружеството, отговаряйки за международните връзки. През 1926 г. Живка Драгнева е делегатка на конгреса на МФУЖ в Амстердам, а през 1939 г. е избрана в Комисията за образование. Често изнася публични лекции, в които говори за творчеството на известни писателки като Мария фон Ебнер-Еренбах, Жорж Санд и други видни педагози и хуманисти, а също засяга и проблемите на женското образование в Западна Европа.
В 1927 г. се присъединява към феминистката организация – Български женски съюз, който работи за прогреса в културата и образованието; в подкрепа на женското творчество; за граждански и политически права на българката и за мир. Тя е в тясно сътрудничество с в. „Българка“ заедно с утвърдени творци като Санда Йовчева, Евгения Марс, Вера Бояджиева и Стоян Михайловски.
През същата година се записва в Българо-германското дружество за културен обмен, а през 1929 г. – в Съюза на немскоговорещите. От 1930 г. води заедно със свои колеги квалификационни курсове по немски за български учители. В 1933 г. заедно с проф. Любен Диков влизат в ръководството на Българо-германско посредническо бюро за връзки с германската академия в Мюнхен, която отговаря както за развитие на немската култура по света, така и укрепване на културните връзки и проучване на Югоизточна Европа.
През 1937 г. нейни преводи на разкази от Й. Йовков са публикувани в „Der Bulgarienwart“, Illustrierte Monatschrift fur Fremdenverkehr, Wirtschaft und Kultur", орган на Българо-германското дружество. Списанието е трибуна на немските възпитаници Б. Филов, М. Aрнаудов, Г. Кацаров и др. Драгнева предоставя рецензии и на „Jahrbuch der Deutsch-Bulgarischen Gecellschaft“, 1938 и на сп. „Училищен преглед“, 1939 г.
От края на 40-те години Драгнева се посвещава повече на обществена дейност. Независимо от усилията на активистките ДБВО е закрита от тоталитарната власт през 1950 г.

## Последни години
Живка Драгнева е непознато име за съвременното поколение. Тя няма наследници, нейните университетски колеги-германисти са уволнени по обвинение за „фашистка дейност“. Нейните съмишленици и приятели са подложени на репресии, интернирани или еволюират идейно. Повечето организации, към които Драгнева принадлежи са унищожени, заедно с архивите след 1949 г.; периодичните издания, на които тя сътрудничи, изчезват; издателствата, за които се труди, са одържавени. Няма документи, спомени или последователи.
Едва през 80-те години две енциклопедични издания припомнят за нейната дейност – първата жена, издигнала се в академичната йерархия на Софийския университет като лекторка. Филоложка със значим принос за българо-германските културни връзки и за запознаване на немската публика с произведения на българската литература. Талантлива преводачка от немски, френски и английски; спомогнала за налагането на модерните форми на издателска дейност; на даровита публицистка и редакторка, обогатила палитрата на българския периодичен печат; общественичка с категорични позиции по въпросите за мира и женската еманципация; на интелектуалка, за която целия живот е слово и книга.